# I Am Not Okay with This (album)
I Am Not Okay with This je sólové album britského písničkáře a kytaristy, člena skupiny Blur, Grahama Coxona (vytvořené pod pseudonymem Bloodwitch). Jedná se o soundtrack ke stejnojmennému americkému televiznímu seriálu, který měl premiéru 26. února 2020 na Netlixu. Album vyšlo ve stejný den na streamovacích platformách, jako je Spotify, ve fyzickém formátu není dostupné.

## Fiktivní skupinaBloodwitch
Coxon je sice výhradním autorem hudby a textů všech skladeb, album je ovšem připsáno fiktivní skupině Bloodwitch, generačně a žánrově spřízněné se skutečnými britskými kapelami jako My Bloody Valentine nebo Jesus and Mary Chain. V seriálu skupinu poslouchá jedna z hlavních postav, Stanley Barber. Na Spotify a dalších platformách není album řazeno ke Coxonově diskografii, skupina Bloodwitch má samostatný profil. Ženské vokály nazpívala v té době šestnáctiletá Tatyana Richaud, dcera editorky seriálu.

## Seznam skladeb[3]
1. Skipping Stones
2. Gotta Have Soul
3. Hey Little Girl
4. Forever And Never
5. Motorcade
6. Bloody Witch
7. Fly
8. Below The Sea
9. Vanilla Skin
10. A Higher Place
11. I'm Yours Tonigh

Celkový čas: 39:29